# Фуа-Виль
Фуа́-Виль (фр. Foix-Ville) — кантон во Франции, находится в регионе Юг — Пиренеи, департамент Арьеж. Входит в состав округа Фуа.
Код INSEE кантона — 0905. В кантон Фуа-Виль входит одна коммуна — Фуа.

## Население
Население кантона на 2006 год составляло 9 605 человек.
| 1962  | 1968  | 1975  | 1982  | 1990  | 1999  | 2006  | 2007 | 2008 |
| ----- | ----- | ----- | ----- | ----- | ----- | ----- | ---- | ---- |
| 8 156 | 9 331 | 9 599 | 9 282 | 9 964 | 9 109 | 9 605 | —    | —    |